# هبر (کالیفرنیا)
هبر (به انگلیسی: Heber) یک منطقهٔ مسکونی در ایالات متحده آمریکا است که در شهرستان ایمپریال، کالیفرنیا واقع شده‌است. هبر ۳٫۸۴۷ کیلومتر مربع مساحت و ۴٬۲۷۵ نفر جمعیت دارد و -۳ متر بالاتر از سطح دریا واقع شده‌است.